# Битва під Вальгофом
Битва під Вальгофом (пол. Bitwa pod Walmojzą) — епізод польсько-шведської війни 1621—1626 років, в якому шведське військо на чолі з королем Густавом Адольфом Ваза вперше в своїй історії в польовій битві здобуло перемогу над польсько-литовським військом. Відбулась 7 січня (17 січня) 1626 року біля курляндського замку Вальгоф.
Вдало вибравши час, Густав Адольф потай зібрав під Кокенгузеном 5-тисячне добірне військо з 3 тисяч піхоти і 2 тисяч кавалерії, перейшов Двіну і на світанку раптово атакував військо Лева Сапєги, яким командував його син — Ян Станіслав Сапєга. Військо Сапєги стояло табором і налічувало близько 1 500 гусарів, козаків та німецьких рейтар (шведські дані що до чисельності в 700 гусарів, 600 козаків, 500 німецьких рейтарів і драгунів, 700 п'ятигірців, 600 німецьких мушкетерів, 300 литовських гайдуків, скоріше за все, враховують чисельність роз'єднаних військ Лева Сапєги та Кшиштофа Радзивілла).
За шведським оцінками, втрати Сапєги склали від 700 до 1 200 осіб, ще 200 потрапило в полон, а шведи нібито не втратили вбитими жодного вояка. Густав Адольф захопив величезний обоз з провіантом і деблокував Біржі та Бауськ. Ян Станіслав Сапєга отримав поранення.
За 35 км від місця битви стояло військо Кшиштофа Радзивілла, причини ненадання допомоги загону Яна Станіслава Сапєги до кінця невідомі (існують версії, що Радзивілл не встиг надати допомогу, за іншими версіями — не захотів через ворожнечу з Сапєгами).

Битва під Вальгофом.